# Championnat d'Uruguay de football 1908
Navigation
Édition précédente Édition suivante
| \| Montevideo: · CURCC · Athletic Montevideo · Nacional · Wanderers · Intrepido · River Plate · Dublin · Bristol · Albion · French Montevideo \| Localisation des clubs engagés dans le championnat. |
| Montevideo: · CURCC · Athletic Montevideo · Nacional · Wanderers · Intrepido · River Plate · Dublin · Bristol · Albion · French Montevideo                                                           |

La 8e édition du championnat d'Uruguay de football est remportée par le River Plate Football Club. C’est le premier titre de champion du club. Le CURCC l’emporte avec 7 points d’avance sur le Montevideo Wanderers. Club Nacional de Football complète le podium. 
Le championnat passe de 6 à 10 équipes. L’Albion Football Club réintègre la compétition après quelques années d’absence. De nouveaux clubs font leur apparition : Dublin, Bristol et French.
Le championnat est troublé par de très nombreux désistements ou abandons en cours de compétition, ce qui affecte très largement le classement final.
Pour la première fois le River Plate Football Club remporte le championnat, et ce dès sa deuxième année de présence dans la compétition. Intrépido qui termine à la dernière place a en fait abandonné le championnat au bout de 4 rencontres ; il est donné perdant pour toutes les autres et relégué en deuxième division. Ce désistement touche aussi les « grandes équipes » : le CURCC quitte le championnat après la 10e journée et le Nacional après la 14e.
Tous les clubs participant au championnat sont basés dans l’agglomération de Montevideo.

## Les clubs de l'édition 1908
| Club                                 | Stade         | Capacité | Ville      |
| ------------------------------------ | ------------- | -------- | ---------- |
| Albion Football Club                 | -             | -        | Montevideo |
| Bristol Football Club                | -             | -        | Montevideo |
| Central Uruguay Railway Cricket Club | Villa Peñarol | -        | Montevideo |
| Athletic Montevideo                  | -             | -        | Montevideo |
| Dublin Football Club                 | -             | -        | Montevideo |
| French Football Club                 | -             | -        | Montevideo |
| Intrepido                            | -             | -        | Montevideo |
| Montevideo Wanderers Fútbol Club     | -             | -        | Montevideo |
| Club Nacional de Football            | -             | -        | Montevideo |
| River Plate Football Club            | -             | -        | Montevideo |

## Compétition

### Classement
Le classement est établi sur le barème de points suivant : victoire à 2 points, match nul à 1, défaite à 0.
| Rang | Équipe                    | Pts | J  | G  | N | P  | Bp | Bc | Diff |
| ---- | ------------------------- | --- | -- | -- | - | -- | -- | -- | ---- |
| 1    | River Plate               | 31  | 18 | 15 | 1 | 2  | 42 | 13 | +29  |
| 2    | Montevideo Wanderers      | 24  | 18 | 12 | 0 | 6  | 38 | 12 | +26  |
| 3    | Club Nacional de Football | 24  | 17 | 11 | 2 | 4  | 34 | 16 | +18  |
| 4    | Dublin Football Club      | 24  | 18 | 11 | 2 | 5  | 32 | 13 | +19  |
| 5    | Bristol Football Club     | 17  | 18 | 8  | 1 | 9  | 33 | 25 | +8   |
| 6    | Albion Football Club      | 17  | 18 | 7  | 3 | 8  | 18 | 36 | -18  |
| 7    | CURCC T                   | 16  | 17 | 7  | 2 | 8  | 20 | 6  | +14  |
| 8    | Athletic Montevideo       | 16  | 18 | 8  | 0 | 10 | 17 | 37 | -20  |
| 9    | French Football Club      | 9   | 18 | 4  | 1 | 13 | 20 | 59 | -39  |
| 10   | Intrépido                 | 0   | 18 | 0  | 0 | 18 | 5  | 42 | -37  |

| Légende : Qualifications et relégations | Légende : Qualifications et relégations |
| --------------------------------------- | --------------------------------------- |
|                                         | Champion d’Uruguay                      |
|                                         | Relégation en deuxième division         |
|                                         | T : Tenant du titre P : Promus          |

## Bilan de la saison
| Championnat d'Uruguay de football 1908                             |                                       |
| Champion                                                           | River Plate Football Club (1er titre) |
| Promotions et relégations                                          |                                       |
| Promus en Primera División                                         | Colon Oriental                        |
| Relégués en Championnat d'Uruguay de football de deuxième division | Intrépido                             |